# Скрябин, Андрей Николаевич
Андре́й Никола́евич Скря́бин (род. 16 января 1976, пос. Анджиевский, Минераловодский район, Ставропольский край, СССР — ум. 15 января 2005, Махачкала, Дагестан, Россия, похоронен в г. Минеральные Воды, Ставропольский край) — капитан ФСБ, Герой Российской Федерации (2005, посмертно), старший оперуполномоченный 4-го отдела Службы специального назначения Оперативно-координационного управления ФСБ по Северному Кавказу.

## Биография
Родился 16 января 1976 года в посёлке Анджиевский Ставропольского края. Русский. Окончил среднюю школу №4. Работал на местном стекольном заводе.
С 1995 по 1997 годы проходил срочную службу в Пограничных войсках, после увольнения в запас поступил на службу в подразделения специального назначения в Управлении ФСБ России по Краснодарскому краю. Многократно выезжал в служебные командировки в Чечню и сопредельные регионы, многократно участвовал в спецоперациях против боевиков.
15 января 2005 года в Махачкале в составе подразделения участвовал в спецоперации по захвату пяти вооруженных террористов из состава бандгруппы Расула Макашарипова. Боевики заняли оборону в частном доме на 6-й Магистральной улице Кировского района Махачкалы, отстреливались из автоматов и пулемёта. В бою Скрябин получил тяжёлое ранение, был эвакуирован, но от полученных ран скончался по дороге в госпиталь.
Указом Президента Российской Федерации от 29 января 2005 года за мужество и героизм, проявленные при выполнении служебного долга в Северо-Кавказском регионе, капитану Скрябину Андрею Николаевичу присвоено звание Героя Российской Федерации (посмертно).
Похоронен в городе Минеральные Воды Ставропольского края.

## Память
Решением Минераловодского Совета №33/376 от 23.04.2014 года СОШ №4 посёлка Анджиевский (в которой учился Герой) было присвоено имя Героя России Андрея Скрябина.
Каждый год накануне Дня Героев Отечества в СОШ №4 проводятся лично-командное первенство по пулевой стрельбе из пневматической винтовки на приз памяти Героя России Андрея Николаевича Скрябина.